# HD 165793
HD 165793，又名CD-3612265，SAO 209779、HR 6772，是一颗恒星，视星等为6.58，位于銀經355.75，銀緯-8.17，其B1900.0坐标为赤經18h 2m 35.6s，赤緯-36° -8.17′ 13″。